# Hundsheimer Berg
Hundsheimer Berg är en kulle i Österrike.   Den ligger i distriktet Bruck an der Leitha och förbundslandet Niederösterreich, i den östra delen av landet, 40 km öster om huvudstaden Wien. Toppen på Hundsheimer Berg är 480 meter över havet.
Terrängen runt Hundsheimer Berg är platt åt sydväst, men åt nordost är den kuperad. Närmaste större samhälle är Hainburg an der Donau, 1,5 km norr om Hundsheimer Berg. 
Trakten runt Hundsheimer Berg består till största delen av jordbruksmark. Runt Hundsheimer Berg är det ganska tätbefolkat, med 78 invånare per kvadratkilometer.